# Língua bats
Bats (Batsi, Batsbi, Batsb, Batsaw, Tsova-Tush) é a língua do povo bats, uma etnia minoritária do Cáucaso, faz parte das Línguas nakh, família das línguas caucasianas. Eram 2500 a 3000 falantes em 1975, sendo em 3.420 em 2000.
Existe numa forma única, sendo que seus falantes preferencialmente usam a língua georgiana para escrita. Outras línguas Nakh são o checheno e o inguche, com as quais não tem inteligibilidade mútua. 

## História
Até meados do século XIX, os Tsoviansos viviam na região montanhosa da Tuchétia do nordeste da Geórgia. Acredita-se que essa etnia ali se estabeleceu bem antes junto com os Tuches alguns séculos depois foram assimilados a esse povo, sendo hoje um quatro subgrupos Tushes. A região do Tsova foi habitada por quatro grupos Bats: Sagirta, Otelta, Mozarta, Indurta, os quais depois vieram a se estabelecer em Zemo-Alvani.

## Geografia
A maioria dos falantes de Bats vive na vila de Zemo-Alvani, distrito de Akhmeta na planície da Caquécia. Há algumas famílias Bats em Tbilisi e em outras cidades maiores da Geórgia.

## Fonologia

### Vogais
Batsbi apresenta um típico sistema triangular com cinco vogais, com diferenciação entre curtas e longas (exceto para  u que é somente curta). Há também  seis ditongos, ei, ui, oi, ai, ou, au. Todas vogais e ditongos apresentam formas alofones nasalizadasl como resultado de processos morfonêmicos ou fonéticos. Isso é representado por um sobrescrito  n, como em  kʼnateⁿ menino GEN.
|         | Frontal   | Posterior |
| ------- | --------- | --------- |
| Fechada | i, iː     | u         |
| Média   | e [ɛ], eː | o, oː     |
| Baixa   |           | a, aː     |

### Consoantes
Batsbi tem um inventário de consoantes bem típico das línguas Caucasianas do nordeste. De forma diversa do Checheno e do Inguche, a lingua Bats manteve a consoante lateral fricativa  /ɬ/.
| Modo        | Modo        | Labial | Dental1    | Alveolar | Palatal  | Velar  | Uvular     | Faringeal | Glotal |
| ----------- | ----------- | ------ | ---------- | -------- | -------- | ------ | ---------- | --------- | ------ |
| Oclusiva    | Nasal       | m      | n          |          |          |        |            |           |        |
| Oclusiva    | Surda       | p [pʰ] | t [tʰ], tː | c [t͜sʰ]  | č [t͡ʃʰ]  | k [kʰ] | q [qʰ], qː |           | ʔ      |
| Oclusiva    | Sonora      | b      | d          | ʒ [d͜z]   | ǯ [d͡ʒ]   | g      |            |           | ʔ      |
| Oclusiva    | Ejetiva     | pʼ     | tʼ tʼː     | cʼ [t͜sʼ] | čʼ [t͡ʃʼ] | kʼ     | qʼ qʼː     |           | ʔ      |
| Fricativa   | Surda       |        |            | s sː ɬ   | š [ʃ]    | x xː   |            | ħ         | h      |
| Fricativa   | VSonora     | v      |            | z        | ž [ʒ]    | ǧ [ɣ]  |            | ʕ         |        |
| Aproximante | Aproximante |        | l lː       | r [ɾ]    | j        |        |            | ʕ         |        |

## Escrita
A língua Bats é escrita numa variante própria da escrita Mkhedruli (alfabeto georgiano) com 48 letras e também em menor escala com o alfabeto cirílico.

## Gramática
A primeira gramática do Bats – Über die Thusch-Sprache – foi compilada pelo estudioso orientalista alemão Anton Schiefner (1817–1879). Foi a primeira gramática feita com baseada em princípios científicos para uma língua Caucasiana. 

### Classes de substantivos
Análises tradicionais identificaram que Bats apresenta oito classes de substantivos, a maior quantidade dentre as línguas caucasianas do nordeste. Porém, análises mais modernas reduziram esse número para cinco classes. Essa análise (similar para a língua lak se resume conforme segue:
| Ident. | Sing. | Plur. | Descrição                         | Exemplos                                                     |
| ------ | ----- | ----- | --------------------------------- | ------------------------------------------------------------ |
| M      | v     | b     | humanos machos                    | mar "marido" ʕuv "pastor" voħ "filho"                        |
| F      | j     | d     | humanos fêmeas                    | nan "mãe" pstʼu "esposa" joħ "filha"                         |
| D      | d     | d     | diversos                          | bader "criança" kʼuit’ĭ "gato" dokʼ "coraçãt" ditx "carne"   |
| Bd     | b     | d     | animais                           | carkʼ "dente" maiqĭ "pão" qʼar "chuva"                       |
| J      | j     | j     | diversos                          | pħu "cão" ča "urso" matx "sol"                               |
| *Bd/J  | b     | j     | partes do corpo (15 substantivos) | bak "pulso" bʕarkʼ "olho" čʼqʼempʼŏ ‘garganta’               |
| *D/J   | d     | j     | partes do corpo (4 substantivos)  | batʼr "lábio", larkʼ "ouvido" tʼotʼ "mão", čʼamaǧ "bochecha" |
| *B/B   | b     | b     | somente 3 palavras                | borag "chinelo" čekam "bota" kakam "pullover"                |

Nessa análise, as três últimas classes acima são exemplos de “gênero não definível” e apresentam poucos casos, em quantidades insuficientes para que se definam classes independentes das demais cinco. Pode-se dizer que são casos de declinação com uma classe no singular, uma noplural. Exemplo: o grupo chamado B/B se comporta no singular como se fosse da classe Bd e no plural como se fosse “humano macho”.

### Casos de substantivos
Batsbi tem nove casos gramaticais, embora na grande maioria dos casos os substantivos nas suas formas Ergativa e Instrumental sejam idênticos.
| Cases                   | Singular          | Plural   | Singular  | Plural    |
| ----------------------- | ----------------- | -------- | --------- | --------- |
| Nominativo              | nekʼ              | nekʼi    | cokʼal    | cokʼli    |
| Genitivo                | nekʼen            | nekʼan   | cokʼlen   | cokʼlan   |
| Dativo                  | nekʼen            | nekʼin   | cokʼlen   | cokʼlin   |
| Ergativo , Instrumental | nekʼev            | nekʼiv   | cokʼlev   | cokʼliv   |
| De contato              | nek’ex            | nekʼax   | cokʼlex   | cokʼlax   |
| Alativo                 | nekʼegŏ           | nekʼigŏ  | cokʼlegŏ  | cokʼligŏ  |
| Adverbial               | nekʼeǧ            | nekʼiǧ   | cokʼleǧ   | cokʼliǧ   |
| Comitivo                | nekʼcin, nekʼecin | nekʼicin | cokʼlecin | cokʼlicin |
|                         | “faca”            | “faca”   | “raposa”  | “raposa”  |

### Numerais
Assim como nas demais línguas Caucasianas, a numeração Batsbi é de base vigesimal (20), o que leva décadas maiores. 40 šauztʼqʼ é formado por 2 × 20 e 200 icʼatʼqʼ por 10 × 20. Quando modificam substantivos, o numeral precede o substantivo.
| 1  | cħa   | 11 | cħajtʼː   | 1+10  |
| 2  | ši    | 12 | šiitʼː    | 2+10  |
| 3  | qo    | 13 | qoitʼː    | 3+10  |
| 4  | Dʕivʔ | 14 | Dʕevajtʼː | 4+10  |
| 5  | pxi   | 15 | pxiitʼː   | 5+10  |
| 6  | jetx  | 16 | jetxajtʼː | 6+10  |
| 7  | vorɬ  | 17 | vorɬajtʼː | 7+10  |
| 8  | barɬ  | 18 | barɬajtʼː | 18+10 |
| 9  | isː   | 19 | tʼqʼexc’  | 20-   |
| 10 | itʼː  | 20 | tʼqʼa     |       |

| 21   | tʼqʼacħa          | 20+1           |
| 22   | tʼqʼaš            | 20+2           |
| 30   | tʼqʼaitʼː         | 20+10          |
| 31   | tʼqʼacħaitʼː      | (20+10)+1      |
| 32   | tʼqʼašiitʼː       | (20+10)+2      |
| 40   | šauztʼqʼ          | 2×20           |
| 50   | šauztʼqʼaitʼː     | (2×20)+10      |
| 60   | qouztʼqʼ          | 3×20           |
| 70   | qouztʼqʼaitʼː     | (3×20)+10      |
| 80   | Dʕe(v)uztʼqʼ      | 4×20           |
| 90   | Dʕe(v)uztʼqʼaitʼː | (4×20)+10      |
| 100  | pxauztʼqʼ         | 5×20           |
| 120  | jexcʼatʼqʼ        | de jetxcʼatʼqʼ |
| 160  | barɬcʼatʼqʼ       | 8×20           |
| 200  | icʼatʼqʼ          | de itʼːcʼatʼqʼ |
| 1000 | atas              | do Georgiano   |

Em Bats, bem como em suas línguas mais aproximadas, o chechano e o inguche, o numeral Dʕivʔ "quatro" em verdade se inicia com um marcador de classe representado por  D (condição default, ou outra letra maiúscula para outras classes). Esse marcador vai concordar com a classe do substantivo que é modificado pelo numeral, mesmo se esse substantivo não esteja claramente expresso e somente aparente através do contexto pragmático ou discursivo. Ex: Vʕivʔev "quatro (machos)". Isso é visível na palavra "quatro" em si, como em suas derivadas.